# Corvus Corax

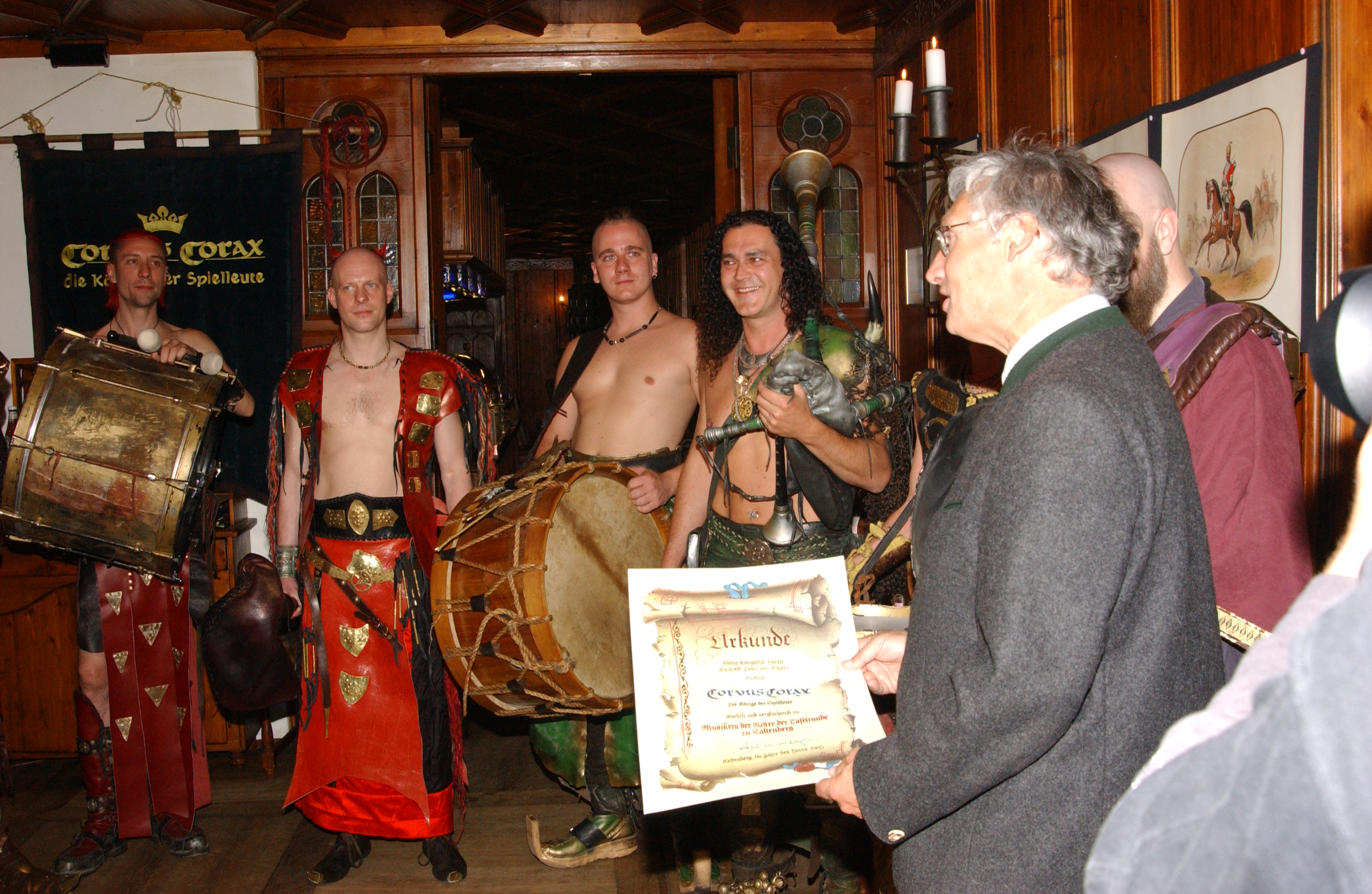
Corvus Corax z księciem Bawarii

Corvus Corax (łac. „kruk”) – zespół muzyczny z Niemiec grający muzykę folkową, znany również pod nazwą Könige der Spielleute (niem. „królowie grajków”). Wschodnioniemiecka grupa została założona pod koniec roku 1989 przez Castusa i Venustusa. Nazwa pochodzi od kruka, którego złapali w NRD i którego musieli przy nielegalnym przekraczaniu granic zostawić: zgodnie uznali, że kruk we wszystkich religiach jest bardzo dobrym i inteligentnym zwierzęciem.

## Historia
Członkowie grali wcześniej w formacji Tippelklimper. Podczas nagrywania muzyki do animowanego filmu nadarzyła się okazja do prywatnych nagrań w studio – ich płyta ukazała się pod nazwą Ante Casu Peccati.
W 1990 połączyli się z grupą Zumpfkopule i wspólnie wystąpili na targach średniowiecznych: współpracę zakończyli wydaniem krążka Congregatio. Wkrótce po tym Meister Selbfried rozwiązał Zumpfkopule, a Corvus Corax zaczęli odbywać coraz więcej koncertów zarówno w Europie, jak i w Japonii.
W 1992 roku grupa powiększyła się do kwintetu. Rozgłośnia Wolnego Berlina (niem. Sender Freies Berlin) sfinansowała kolejny album: Inter Deum Et Diabolum Semper Musica Est. W 1993 po raz pierwszy wystąpili na Turnieju Rycerskim w Kaltenbergu, gdzie od tego czasu zostali stałymi gośćmi.
W 1996 roku razem z singlem Tanzwut powstał projekt, w którym Corvus Corax po raz pierwszy użyli elementów elektronicznych. Doprowadziło to do powstania pobocznej grupy Tanzwut, w której obok instrumentów średniowiecznych używana jest również elektronika. Jako Corvus Corax pozostali wierni wyłącznie tradycyjnym instrumentom. W nadchodzącym czasie nastąpiła kolejna zmiana w składzie, co doprowadziło do tego, że grupa składała się już z ośmiu muzyków.
W 1995 po raz pierwszy wystąpili na Wäscherschloß, gdzie wkrótce również zaczęli się zaliczać do stałych gości. W roku 2000 pozyskali potomka Drakuli jako gościnnego wokalistę na Mille Anni Passi Sunt.
W 2001 grupa udostępniła swoje tytuły dla różnych zespołów oraz DJ-ów do elektronicznego opracowania. Wynikiem tego projektu było CD In Electronica.
W 2005 roku Corvus Corax zdecydowali się na to, aby utwory z Carmina Burana nagrać raz jeszcze. Projekt powstał przy pomocy orkiestry symfonicznej i chóru i został opublikowany pod tytułem Cantus Buranus. Wraz z albumem Venus Vina Musica wrócili szybko do „grajkowej muzyki”, publikując przy tym jednak Cantus Buranus II, będącym kontynuacją Cantus Buranus, i Cantus Buranus – das Orgelwerk, gdzie rozmaite utwory zostały zagrane na organach. W roku 2006 podjęli współpracę z kompozytorem Kaiem Rosenkranz z Piranha Bytes, tworząc soundtrack do Gothic 3. 

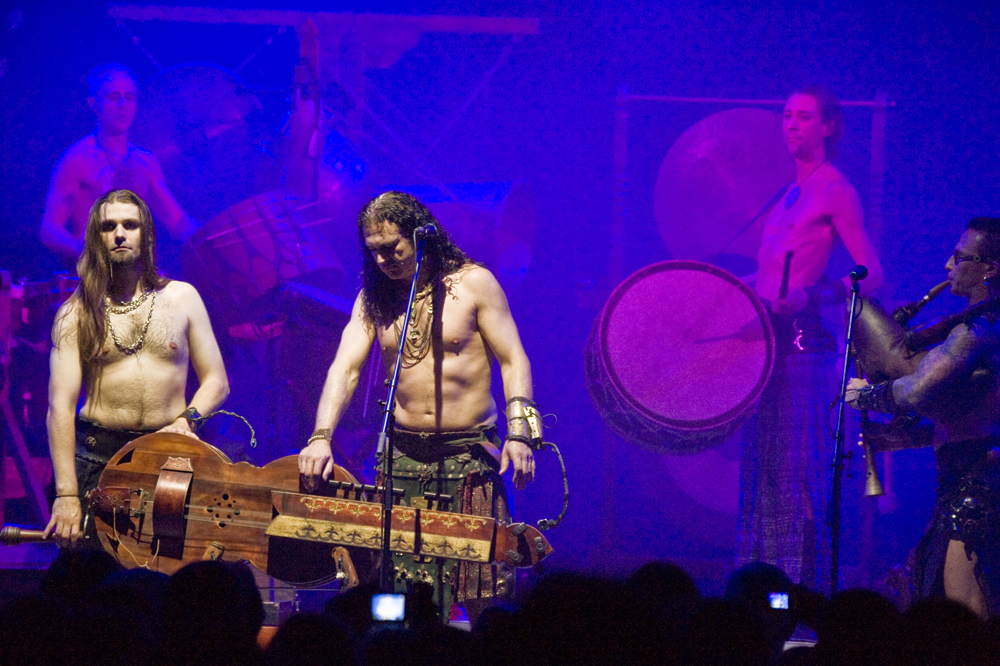
Występ w Warszawie podczas Festiwalu Skrzyżowanie Kultur 2011

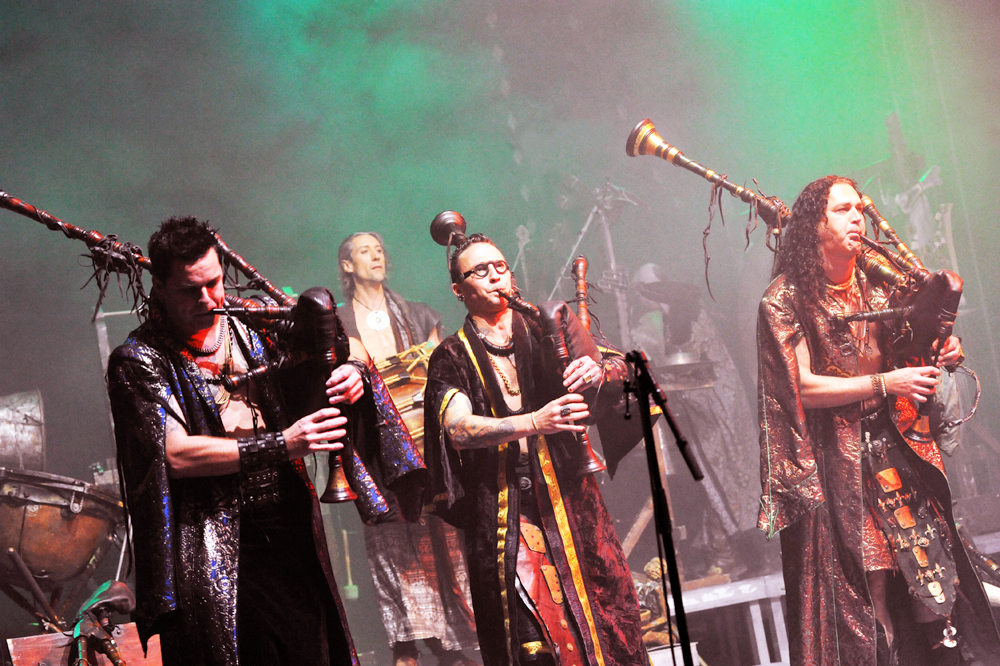
Warszawa 29 września 2011

## Dyskografia
- 1988: Tempi Antiquii
- 1989: Ante Casu Peccati
- 1991: Congregatio
- 1993: Inter Deum Et Diabolum Semper Musica Est
- 1994: Corvus Corax erzählen Märchen aus alter Zeit
- 1995: Tritonus
- 1996: Tanzwut (Single)
- 1996: Corpus (Corvus Corax feat. Maximize; MCD/12”)
- 1998: Live auf dem Wäscherschloß
- 1998: Viator
- 1999: Backstage (VHS)
- 2000: MM
- 2000: Mille Anni Passi Sunt
- 2002: In Electronica (Remixe)
- 2002: Seikilos
- 2003: Hymnus Cantica (feat. Tanzwut) (Single)
- 2003: Gaudia Vite Live (CD, DVD)
- 2005: Cantus Buranus (CD, CD/DVD)
- 2005: Dulcissima (MCD, Promo)
- 2006: Cantus Buranus – Live in Berlin (CD, CD/DVD)
- 2006: Venus Vina Musica
- 2007: Kaltenberg Anno MMVII (kompilacja)
- 2008: Cantus Buranus II
- 2008: Cantus Buranus – Das Orgelwerk
- 2009: Live In Berlin – Corvus Corax Concert From Passionskirche in Berlin (DVD+2CD, 2CD)
- 2011: Sverker
- 2013: Gimlie